# Les Thanatonautes (bande dessinée)
Les Thanatonautes est une adaptation en bande dessinée du roman éponyme de Bernard Werber par le scénariste Éric Corbeyran, le dessinateur Pierre Taranzano et la coloriste Ruby. Cette bande dessinée d'anticipation a été publiée sous forme de trois albums de 2011 à 2014 par la maison d'édition française Glénat.

## Résumé
L'histoire se passe dans un futur indéterminé. Un groupe de personnes travaille sur ce qu'il y a après la mort pour répondre à leurs propres questions ainsi qu'à celles que se pose le monde. Plusieurs voyages dans la mort sont effectués et les doutes s'estompent. De nombreuses conférences sont organisées pour informer l'humanité et ont un grand succès. Cependant, une personne persiste à croire que c'est une mauvaise idée de poser autant de questions aux anges rencontrés et de dévoiler les réponses au monde. La population commence à devenir plus généreuse afin d'avoir le nombre de points nécessaire pour éviter une réincarnation, pourtant cette générosité n'est pas sincère et rend les individus peu réactifs et égoïstes.

## Liste des albums
- Les Thanatonautes, Glénat[1] :

1. Le Temps des bricoleurs, octobre 2011  (ISBN 9782723478625).
2. Le Temps des pionniers, 27 novembre 2012  (ISBN 9782723488723).
3. Le Temps des professionnels, mars 2014  (ISBN 9782723492911).

## Accueil
BD Gest' émet une chronique mitigée, estimant que le scénario est confus et peu convaincant, tout comme le dessin.